# Bacopa bacopoides
Bacopa bacopoides là một loài thực vật có hoa trong họ Mã đề. Loài này được (Benth.) Pulle mô tả khoa học đầu tiên năm 1906.